# Culicoides loxodontis
Culicoides loxodontis är en tvåvingeart som beskrevs av Meiswinkel 1992. Culicoides loxodontis ingår i släktet Culicoides och familjen svidknott. Inga underarter finns listade i Catalogue of Life.